# Seniha Sultan
Seniha Sultan (turco ottomano: سنیحه سلطان, lett. "perla"; Istanbul, 5 dicembre 1851 – Nizza, 15 settembre 1931) è stata una principessa ottomana, figlia del sultano Abdülmecid I e della consorte Nalandil Hanim.

## Origini
Seniha Sultan nacque il 5 dicembre 1851 a Istanbul, nel Palazzo di Çırağan. Suo padre era il sultano ottomano Abdülmecid I e sua madre una delle sue consorti, Nalandil Hanim. Aveva un fratello minore, Şehzade Mehmed Abdüssamed, e una sorella minore, Şehime Sultan, morti bambini. Rimase orfana di padre nel 1861 e di madre nel 1865.

## Matrimonio
Nel 1876 il suo fratellastro Abdülhamid II, attuale sultano, la promise in sposa ad Asaf Mahmud Celaleddin Pasha, figlio del Kapudan Gürcü Halil Rifat Pasha, che era stato marito di una zia di Seniha, Saliha Sultan, e della sua seconda moglie, Ismet Hanim.
Lo sposo era due anni più giovane della principessa e sembrava destinato a una brillante carriera. Celaeddin aveva già due mogli, Hacer Hanim e Iffet Hanim, da cui aveva avuto tre figli: Halil Rifat Bey dalla prima e Ali Füad Bey e Asım Bey dalla seconda, e dalle quali divorziò, come da protocollo, per poter sposare Seniha.
Nello stesso anno vennero organizzati anche i matrimoni di alcune sorellastre di Seniha, Behice Sultan, Mediha Sultan e Naile Sultan. Il matrimonio, inizialmente previsto per il 5 dicembre 1876, dovette essere rimandato per la morte di Behice Sultan, malata di tubercolosi fin da piccola e a cui Seniha era stata particolarmente vicina.
Così il 5 dicembre venne solo redatto il contratto di matrimonio e le nozze vennero celebrate il 10 febbraio 1877. Insieme ebbero due figli. 
Fra le dame di compagnia di Seniha c'era Resan Hanım, che sarebbe poi diventata una delle consorti del suo fratellastro Murad V. Altre due sue dame, Dilaviz Hanim e Zeliha Vasfıcihan Hanım, sposarono invece il figlio di Murad, Şehzade Mehmed Selaheddin.

## Rapporti con Abdülhamid II
Seniha e suo marito erano entrambi oppositori del regime di Abdülhamid II, così come lo sarebbero poi stati i loro figli, e facevano parte di una fazione politica che favoriva il ritorno al trono di Murad V, fratellastro di Seniha e Abdülhamid II che lui aveva deposto per supposta incapacità mentale dopo soli tre mesi di regno, per poi rinchiuderlo con la sua famiglia nel Palazzo di Çırağan e salire lui stesso al trono. Alla diversa visione politica, si aggiungeva l'antipatia personale e reciproca fra i due.
Nel 1878 Seniha e suo marito, insieme ad altri alleati di Murad V, fra cui Şevkefza Sultan, madre di Murad, i suoi fratellastri Şehzade Ahmed Kemaleddin e Şehzade Selim Süleyman, la sua sorellastra Fatma Sultan e Servetseza Kadin, Prima Consorte di Abdülmecid I e madre adottiva di Fatma, organizzarono un colpo di stato per reinsediare Murad sul trono, ma il complotto, messo in atto il 20 maggio 1878 da Ali Suavi, fallì per la resistenza del prefetto della polizia di Beşiktaş Hacı Hasan Pasha.
I cospiratori appartenenti alla dinastia, seppur non giustiziati, furono posti a stretta sorveglianza o, nel caso di Fatma Sultan, agli arresti domiciliari. Servetseza morì misteriosamente pochi mesi dopo. Seniha si ritirò volontariamente nella sua villa, mentre infine suo marito, che aveva continuato a opporsi al sultano e ormai in disgrazia, nel 1899 fuggì in Europa coi figli, prima a Parigi e poi a Bruxelles, dove morì nel 1903.
Tuttavia, nel 1898 a Seniha fu concesso essere fra le principesse che accolsero l'Imperatrice Augusta a Palazzo Yıldız, quando questa visitò Istanbul col marito Guglielmo II. In quell'occasione Abdülhamid II supplicò e invitò lei e Mediha Sultan, altra loro sorellastra, ad astenersi dal loro solito atteggiamento rumoroso e ridanciano, ma le due riuscirono a trattenersi solo per poco, prima di ricominciare a comportarsi come al solito, tanto che Abdülhamid II di sentì in dovere di scusarsi con l'imperatrice per il comportamento delle sue sorelle.

## Esilio e morte
Nel 1924 la dinastia ottomana venne esiliata dal nuovo regime repubblicano e nazionalista. All'epoca Seniha, di settantatré anni, era la principessa più anziana. Priva di mezzi economici e coi figli lontani, andò a vivere col fratellastro Mehmed VI a Sanremo, in Italia. Visse con lui a Villa Magnolia per due anni, ma alla morte di Mehmed nel 1926 non poté più pagare l'affitto e si trasferì a Nizza, dove per un po' fu una senzatetto, dormendo nei giardini pubblici di Cimiez. Quando suo figlio minore venne a sapere della cosa la rintracciò e la portò da suo cugino Abdülmecid II, anche lui in esilio a Nizza, a Villa Carabacel. Sebbene lui stesso in gravissime difficoltà economiche, accolse la cugina e riuscì a creare una stanza per lei in soffitta.
Seniha morì lì il 15 settembre 1931, ultima sopravvissuta dei figli di Abdülmecid I.
La sua sepoltura fu problematica. All'epoca non c'erano cimiteri mussulmani a Nizza, per cui doveva essere sepolta all'estero, ma la famiglia non aveva denaro per il trasferimento. In attesa di una soluzione, imbalsamarono il corpo alla tariffa più economica e lo sistemarono in obitorio, ma anche la modica cifra di 50 franchi al giorno richiesta per l'affitto del loculo era troppo per essere sostenuta a lungo. Tuttavia, la famiglia era assolutamente contraria a seppellirla in una fossa comune, così Abdülmecid II incaricò suo figlio, Şehzade Ömer Faruk, e Şehzade Osman Füad, discendente di Murad V, di chiedere fondi alla società Jefferson Cohn & Ranz, che era stata incaricata di reclamare le proprietà sequestrate alla famiglia ottomana per loro conto e occuparsi della eventuale liquidazione. La trattativa fu lunga e difficile, perché la società inizialmente rifiutò, ma quando i principi minacciarono di sciogliere il contratto riuscirono a ottenere i soldi necessari. Il corpo di Seniha fu imbarcato per Beirut e da lì trasferito in Siria, a Damasco, dove venne sepolta accanto a Mehmed VI nel monastero di Solimano, dove oggi riposano diversi membri della dinastia morti in esilio. 

## Discendenza
Dal suo matrimonio, Seniha ebbe due figli:
- Sultanzade Mehmed Sabahaddin Bey (Istanbul, 13 febbraio 1879 - Ginevra, 30 giugno 1939). Forte oppositore politico di Abdülhamid II e uno dei primi sociologi turchi. Ebbe due mogli e una figlia.
- Sultanzade Ahmed Lütfullah Bey (Istanbul, 1880 - Nizza, 1973). Ebbe due mogli: dalla prima, Kamran Hanim, non ebbe figli, dalla seconda, una donna ungherese, ebbe un figlio, Nadi Bey.

## Personalità
Seniha Sultan venne descritta come una donna dal forte carattere, libera da regole, dalla mente politica e per molti aspetti in anticipo sui tempi. Era considerata molto bella e dal portamento regale, ma non era benvoluta a corte per i suoi comportamenti sfacciati e indecorosi, oltre che per le sue posizioni politiche. Portava i capelli corti. Aveva la voce profonda, parlava in modo diretto e rapido e rideva spesso, anche a sproposito. Negli atteggiamenti era del tutto libera e non seguiva il protocollo: ad esempio, insieme a Mediha Sultan, ai ricevimenti cercavano continuamente di far ridere Abdülhamid II con scherzi e battute a mo' di gara.
Era un appassionata di musica sacra e manteneva diversi musicisti per la sua villa. Vestiva in modo lussuoso, con abiti di stoffe pregiate con lunghi strascichi e gioielli preziosi, fra cui c'erano magnifiche tiare di gemme. Secondo le sue nipoti Neslişah Sultan e Sabiha Sultan, durante l'esilio vestiva sempre di nero. A causa dello stress e dalla povertà era dimagrita moltissimo e aveva la pelle secca e rugosa. Sabiha era sconvolta e rattristata dalle condizioni di vita della zia e la visitava spesso. Ogni volta le baciava la mano e la trattava con enorme rispetto. 

## Onorificenze
Seniha Sultan venne insignita delle seguenti onorificenze:
- Ordine della Casa di Osman, oro
- Ordine della Carità, 1ª classe
- Ordine di Mejīdiyye, ingioiellato
- Medaglia Liyakat, oro

## Cultura popolare
- Nella serie TV del 2017 Payitaht: Abdülhamid, Seniha Sultan è interpretata dall'attrice turca Selen Öztürk.